# Harry Johnston
Herbert Arthur Harry Johnston (16. april 1902 – 5. april 1967) var en britisk atlet som deltog i de olympiske lege 1924 i Paris.
Johnston vandt en sølvmedalje i atletik under OL 1924 i Paris. Han var med på det britiske hold som kom på en andenplads i disciplinen 3000-meter-løb, hold bagefter Finland. De andre på holdet var Bert MacDonald og George Webber.